# Coniopteryx dentifera
Coniopteryx dentifera là một loài côn trùng trong họ Coniopterygidae thuộc bộ Neuroptera. Loài này được Meinander miêu tả năm 1983.